# Villa Litta Bolognini Modignani
Villa Litta Bolognini Modignani (detta anche più brevemente Villa Litta) è una villa di delizia del XIX secolo, situata nel comune di Vedano al Lambro, a ridosso del Parco di Monza.

## Storia
L'attuale proprietà su cui sorge Villa Litta Bolognini Modignani con il suo parco apparteneva in origine alla famiglia Gallarati Scotti, che l'aveva comprato nel 1730 erigendovi un edificio di dimensioni più modeste. Nel 1811 il conte Alberto Litta avrebbe rilevato il complesso, consegnandolo una ventina di anni più tardi, nel 1832, al nipote Giulio Litta Visconti Arese. Questi fra il 1840 e il 1848 vi avrebbe eretto l'attuale residenza suburbana, realizzata in uno stile neogotico che si rifaceva direttamente allo stile Tudor, su progetto dell'architetto Luigi Clerichetti. Fra i successivi proprietari della villa si ricorda la duchessa Eugenia Attendolo Bolognini Litta (amante di re Umberto I), che qui dimorò fino alla fine dei propri giorni, nel 1914.
Attualmente il complesso risulta di proprietà privata e non visitabile, appartenendo ai discendenti della famiglia Litta.

## Caratteristiche
L'edificio, alto due piani fuori terra, si presenta come un blocco unico e compatto a pianta rettangolare, caratterizzato dalla presenza ai lati di due corpi ottagonali. Di particolare interesse artistico, negli interni, le decorazioni di Luigi Scrosati. Tutt'attorno la villa si estende un parco piuttosto vasto, sviluppato a ridosso del Parco di Monza; un ampio corridoio prospettico centrale, tenuto a prato, dà risalto al complesso architettonico. All'interno del parco va inoltre ricordata la storica presenza della roggia dell'Arciduca, che forniva l'acqua al complesso della Villa Reale. L'intera proprietà è recintata da un muro; un'elegante portineria - realizzata in stile analogo alla villa a presidio del cancello - è collocata all'estremità sud-occidentale, affacciandosi su piazza Bonfanti a Vedano.

## Riferimenti cinematografici
Villa Litta Bolognini Modignani venne utilizzata per le riprese degli esterni della Villa Finzi-Contini, nel film Il Giardino dei Finzi-Contini di Vittorio De Sica (1970), tratto dall'omonimo romanzo di Giorgio Bassani (1962) e premiato col Premio Oscar 1972 come miglior film straniero.